# Fort Simpson
Fort Simpson je vesnice v regionu Dehcho v kanadských Severozápadních teritoriích. Leží na ostrově u soutoku řek Mackenzie a Liard, ve vzdálenosti přibližně 500 kilometrů od hlavního města teritoria Yellowknife. V letech 1970 až 1971 byla do Fort Simpson dovedena silnice Mackenzie Highway. Přestože centrum vesnice leží na ostrově, průmyslové stavby a další obytené domy se nachází kolem silnice mimo ostrov. Nedaleko vesnice se nachází stejnojmenné letiště.